# Apaja (application)
Pour les articles homonymes, voir Apaja (homonymie).
 (novembre 2017).
Apaja est une application qui informe sur les lignes de transport en commun à prendre pour aller d'un point à un autre à Jakarta en Indonésie.